# Allium robertianum
Allium robertianum — вид трав'янистих рослин родини амарилісові (Amaryllidaceae), ендемік Туреччини.

## Опис
Цибулина довгаста, діаметром ≈ 2 см; зовнішні оболонки сітчасто-волокнисті. Стебло 50–200 см, до 1.7 см завтовшки. Листків циліндричні, шириною 0.5–1.5 мм. Зонтик круглястий, 2–7 см діаметром, багатоквітковий, щільний. Оцвітина циліндрично-дзвоноподібна, сегменти білувато-зелені або білі з зеленою серединною жилкою, 4–4.5 мм, яйцевидно-довгасті, зовнішні сегменти гострі, гладкі, внутрішні тупі. Пиляки фіолетові. Зав'язь довгаста або еліптична. Коробочка 3 мм, включена в оцвітину.

## Поширення
Поширений у південній Туреччині.
Населяє розколини вапнякових скель, узбіччя доріг.